# كيوتاكا هاياكاوا
كيوتاكا هاياكاوا (باليابانية: 早川清孝؛ بالكانا: はやかわ きよたか) هو لاعب كرة يد ياباني، ولد في 17 يوليو 1946 في فوكوكا في اليابان، وتوفي في 29 مارس 2005 بسبب ابيضاض الدم.

## وصلات خارجية
- كيوتاكا هاياكاوا على موقع أوليمبيديا (الإنجليزية)